# Johan Sigismund van Brandenburg
Johan Sigismund van Brandenburg (Halle, 8 november 1572 - Berlijn, 23 december 1619) was van 1608 tot aan zijn dood keurvorst van Brandenburg. Hij behoorde tot het huis Hohenzollern.

## Levensloop
Johan Sigismund was de oudste zoon van keurvorst Joachim Frederik van Brandenburg en diens eerste echtgenote Catharina van Brandenburg-Küstrin, dochter van markgraaf Johan I van Brandenburg-Küstrin. 
In 1608 volgde hij zijn vader op als keurvorst van Brandenburg en werd hij tevens regent van het hertogdom Pruisen namens zijn schoonvader Albrecht Frederik. Dit hertogdom stond onder de suzereiniteit van Polen. Nadat hij hoge betalingen had betaald en aanzienlijke concessies had gedaan aan de katholieke bevolking in Königsbergen, was koning Sigismund III van Polen in 1612 bereid om Johan Sigismund officieel te belenen met het hertogdom. Na de dood van Albrecht Frederik in 1618 werd Johan Sigismund volwaardig hertog van Pruisen. 
Na het uitsterven van het Huis van der Mark in januari 1609, kon Johan Sigismund via zijn echtgenote Anna aanspraak maken op de Verenigde hertogdommen Gulik-Kleef-Berg. Hij stuurde zijn broer Ernst als stadhouder naar de Neder-Rijn, waar Ernst tegen de wil van Johan Sigismund in juni 1609 een verdrag ondertekende met Wolfgang Willem van Palts-Neuburg. Wolfgang Willem had immers ook erfaanspraken op Gulik-Kleef-Berg en bij het verdrag was overeen gekomen om de betwistte gebieden gezamenlijk te besturen. Dit verdrag werd echter door keizer Rudolf II geannuleerd, waarna het tot de Gulik-Kleefse Successieoorlog kwam. Nadat de aanval van Brandenburgse soldaten op de stad Düsseldorf was mislukt, kwam het in 1614 tot het Verdrag van Xanten die de Gulik-Kleefse Successieoorlog beëindigde. Hierbij kreeg Johan Sigismund de alleenheerschappij over het hertogdom Kleef, het graafschap Mark en het graafschap Ravensberg.
Op Kerstdag 1613 bekeerde Johan Sigismund zich van het lutheranisme tot het calvinisme. Dit leidde tot hevige weerstand bij de Brandenburgse geestelijkheid, waardoor de bevolking vrijwel volledig lutheraans bleef. Johan Sigismund stond er echter op dat de hoge officieren en ambtenaren zich bekeerden tot het calvinisme, waardoor er in Brandenburg een "hofcalvinisme" ontstond. 
Johan Sigismund was zwak van geest, drankzuchtig en hierdoor niet in staat om beslissingen te nemen. Hij liet het regeren over aan stadhouders en trok zich weken- of maandenlang terug in de Pruisische bossen om te jagen of te kaartspelen. Ook was Johan Sigismund door personen in zijn omgeving gemakkelijk beïnvloedbaar. Zijn aanvankelijk gelukkig huwelijk raakte al snel verbrijzeld en hij probeerde ruzies met zijn energieke echtgenote zoveel mogelijk te vermijden. In 1616 kreeg hij een beroerte, waarvan hij niet meer volledig herstelde. Enkele maanden voor zijn dood stond hij de regeringszaken af aan zijn zoon Georg Willem. Eind 1619 stierf Johan Sigismund op 47-jarige leeftijd.   

## Huwelijken en nakomelingen
Op 30 oktober 1594 huwde hij met Anna (1576-1625), dochter van hertog Albrecht Frederik van Pruisen. Ze kregen acht kinderen:
- Georg Willem (1595-1640), keurvorst van Brandenburg en hertog van Pruisen
- Anna Sophia (1598-1659), huwde in 1614 met hertog Frederik Ulrich van Brunswijk-Wolfenbüttel
- Maria Eleonora (1599-1655), huwde in 1620 met koning Gustaaf II Adolf van Zweden
- Catharina (1602-1644), huwde in 1626 met vorst Gabriël Bethlen van Transsylvanië en in 1639 met prins Frans Karel van Saksen-Lauenburg
- Joachim Sigismund (1603-1625)
- Agnes (1606-1607)
- Johan Frederik (1607-1608)
- Albrecht Christiaan (1609-1609)

## Voorvaderen
| Johan Sigismund van Brandenburg             | Johan Sigismund van Brandenburg                                                              | Johan Sigismund van Brandenburg                                                              | Johan Sigismund van Brandenburg                                                              | Johan Sigismund van Brandenburg                                                              | Johan Sigismund van Brandenburg                                                                | Johan Sigismund van Brandenburg                                                                | Johan Sigismund van Brandenburg                                                                | Johan Sigismund van Brandenburg                                                                |
| ------------------------------------------- | -------------------------------------------------------------------------------------------- | -------------------------------------------------------------------------------------------- | -------------------------------------------------------------------------------------------- | -------------------------------------------------------------------------------------------- | ---------------------------------------------------------------------------------------------- | ---------------------------------------------------------------------------------------------- | ---------------------------------------------------------------------------------------------- | ---------------------------------------------------------------------------------------------- |
| Overgrootouders                             | Joachim II Hector van Brandenburg (1505–1571) ∞ Magdalena van Saksen (1507-1534)             | Joachim II Hector van Brandenburg (1505–1571) ∞ Magdalena van Saksen (1507-1534)             | Frederik II van Legnica (1480–1547) ∞ Sophia van Brandenburg-Ansbach-Kulmbach (1485-1537)    | Frederik II van Legnica (1480–1547) ∞ Sophia van Brandenburg-Ansbach-Kulmbach (1485-1537)    | Joachim I Nestor van Brandenburg (1484-1535) ∞ Elisabeth van Denemarken (1485-1555)            | Joachim I Nestor van Brandenburg (1484-1535) ∞ Elisabeth van Denemarken (1485-1555)            | Hendrik II van Brunswijk-Wolfenbüttel (1489-1568) ∞ Maria van Württemberg (1496-1541)          | Hendrik II van Brunswijk-Wolfenbüttel (1489-1568) ∞ Maria van Württemberg (1496-1541)          |
| Grootouders                                 | Johan Georg van Brandenburg (1525–1598) ∞ Sophia van Liegnitz (1525-1546)                    | Johan Georg van Brandenburg (1525–1598) ∞ Sophia van Liegnitz (1525-1546)                    | Johan Georg van Brandenburg (1525–1598) ∞ Sophia van Liegnitz (1525-1546)                    | Johan Georg van Brandenburg (1525–1598) ∞ Sophia van Liegnitz (1525-1546)                    | Johan I van Brandenburg-Küstrin (1513–1571) ∞ Catharina van Brunswijk-Wolfenbüttel (1518–1574) | Johan I van Brandenburg-Küstrin (1513–1571) ∞ Catharina van Brunswijk-Wolfenbüttel (1518–1574) | Johan I van Brandenburg-Küstrin (1513–1571) ∞ Catharina van Brunswijk-Wolfenbüttel (1518–1574) | Johan I van Brandenburg-Küstrin (1513–1571) ∞ Catharina van Brunswijk-Wolfenbüttel (1518–1574) |
| Ouders                                      | Joachim Frederik van Brandenburg (1546–1608) ∞ Catharina van Brandenburg-Küstrin (1549–1602) | Joachim Frederik van Brandenburg (1546–1608) ∞ Catharina van Brandenburg-Küstrin (1549–1602) | Joachim Frederik van Brandenburg (1546–1608) ∞ Catharina van Brandenburg-Küstrin (1549–1602) | Joachim Frederik van Brandenburg (1546–1608) ∞ Catharina van Brandenburg-Küstrin (1549–1602) | Joachim Frederik van Brandenburg (1546–1608) ∞ Catharina van Brandenburg-Küstrin (1549–1602)   | Joachim Frederik van Brandenburg (1546–1608) ∞ Catharina van Brandenburg-Küstrin (1549–1602)   | Joachim Frederik van Brandenburg (1546–1608) ∞ Catharina van Brandenburg-Küstrin (1549–1602)   | Joachim Frederik van Brandenburg (1546–1608) ∞ Catharina van Brandenburg-Küstrin (1549–1602)   |
| Johan Sigismund van Brandenburg (1572–1620) |                                                                                              |                                                                                              |                                                                                              |                                                                                              |                                                                                                |                                                                                                |                                                                                                |                                                                                                |